# Cantón de Monflanquin
El cantón de Monflanquin era una división administrativa francesa, que estaba situada en el departamento de Lot y Garona y la región de Aquitania.

## Composición
El cantón estaba formado por doce comunas:
- Gavaudun
- Lacapelle-Biron
- Lacaussade
- La Sauvetat-sur-Lède
- Laussou
- Monflanquin
- Monségur
- Montagnac-sur-Lède
- Paulhiac
- Saint-Aubin
- Salles
- Savignac-sur-Leyze

## Supresión del cantón de Monflanquin
En aplicación del Decreto n.º 2014-257 de 26 de febrero de 2014, el cantón de Monflanquin fue suprimido el 22 de marzo de 2015 y sus 12 comunas pasaron a formar parte; once del nuevo cantón del Alto de Agen Périgord y una del nuevo cantón de Le Fumélois.